# تورنهیل
تورنهیل (انگلیسی: Thornhill) یک گروه متال استرالیایی از ملبورن است که در سال ۲۰۱۵ آغاز به کار کرد.